# Làn sóng Hàn Quốc

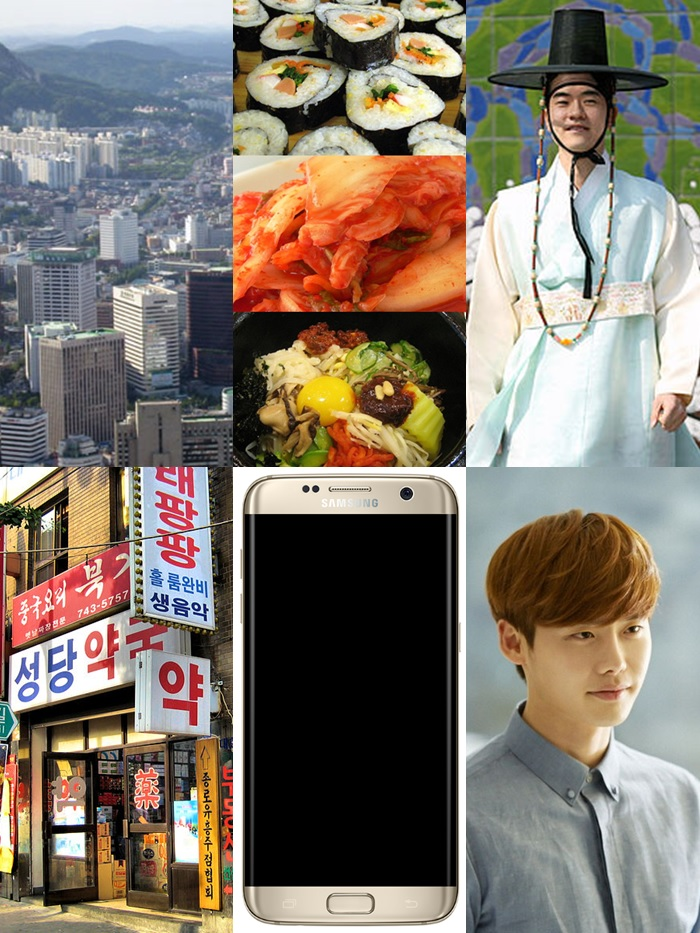
Những nét văn hóa Hàn Quốc nằm trong Làn sóng Hàn Quốc.

Làn sóng Hàn Quốc, còn gọi là Hàn lưu hay Hallyu (tiếng Hàn: 한류; Hanja: 韓流; Romaja: Hallyu; McCune–Reischauer: Hallyu; Hán-Việt: Hàn lưu, listenⓘ, có nghĩa là "làn sóng/dòng chảy" trong tiếng Hàn), hay còn có tên gọi đầy đủ là làn sóng văn hóa Hàn Quốc, là sự gia tăng phổ biến toàn cầu của văn hóa Hàn Quốc kể từ thập niên 1980. Lần đầu tiên được thúc đẩy bởi sự phổ biến của K-drama và K-pop trên khắp Đông Á, Nam Á và Đông Nam Á trong giai đoạn đầu của nó, làn sóng Hàn Quốc đã phát triển từ một sự phát triển trong khu vực thành một hiện tượng toàn cầu, nhờ Internet và phương tiện truyền thông xã hội và sự gia tăng của video âm nhạc K-pop trên YouTube.
Kể từ khi bước sang thế kỷ 21, Hàn Quốc đã nổi lên như một nước xuất khẩu lớn về văn hóa đại chúng và du lịch, những khía cạnh đã trở thành một phần quan trọng trong nền kinh tế phát triển của nước này. Sự phổ biến ngày càng tăng của văn hóa đại chúng Hàn Quốc trên thế giới ít nhất một phần được thúc đẩy bởi chính phủ Hàn Quốc hỗ trợ các ngành công nghiệp sáng tạo của họ thông qua trợ cấp và tài trợ cho các công ty khởi nghiệp, như một hình thức quyền lực mềm với mục tiêu trở thành nhà xuất khẩu văn hóa hàng đầu thế giới, phù hợp với văn hóa Nhật Bản và Anh Quốc, một thị trường ngách mà Hoa Kỳ đã thống trị trong gần một thế kỷ. Năm 2014, chính phủ Hàn Quốc đã phân bổ 1% ngân sách hàng năm cho các ngành công nghiệp văn hóa và gây quỹ 1 tỷ USD để nuôi dưỡng văn hóa đại chúng. Khi tác động của K-pop và các bộ phim truyền hình Hàn Quốc như "Gangnam Style" và Mặt trăng ôm mặt trời đã đạt được sự công nhận có ảnh hưởng và danh tiếng quốc tế, xã hội Hàn Quốc bắt đầu được công nhận là phát triển ngang bằng với thế giới phương Tây.
Thành công của làn sóng Hàn Quốc một phần là do sự phát triển của các dịch vụ mạng xã hội và các nền tảng chia sẻ video trực tuyến đã cho phép ngành công nghiệp giải trí Hàn Quốc tiếp cận lượng khán giả nước ngoài khá lớn. Phim truyền hình Hàn Quốc được phổ biến rộng rãi thông qua các dịch vụ phát trực tuyến thường cung cấp phụ đề bằng nhiều ngôn ngữ. Nhiều bộ phim truyền hình Hàn Quốc đã được chuyển thể trên khắp thế giới và một số bộ phim đã có tác động lớn đến các quốc gia khác. Phim truyền hình Hàn Quốc đã thu hút sự chú ý về thời trang, phong cách và văn hóa của họ trên toàn thế giới. Việc sử dụng phương tiện truyền thông xã hội trong việc thúc đẩy quảng bá, phân phối và tiêu thụ các hình thức giải trí khác nhau của Hàn Quốc - cụ thể là K-pop - đã góp phần vào sự gia tăng phổ biến trên toàn thế giới kể từ giữa những thập niên 2000.
Làn sóng Hàn Quốc đã trở thành một hiện tượng toàn cầu có ảnh hưởng từ đầu thế kỷ 21, tác động mạnh mẽ đến các nền văn hóa đương đại, ngành công nghiệp âm nhạc, ngành công nghiệp điện ảnh, ngành công nghiệp truyền hình và các khía cạnh hành vi của nhiều người trên khắp thế giới.

## Tổng quan
Thuật ngữ tiếng Hàn cho hiện tượng Làn sóng Hàn Quốc là Hanryu (Hangul: 한류), thường được viết theo tiếng Latinh là Hallyu. Thuật ngữ này được ghép từ hai từ gốc: han (한/韓) có nghĩa là "Hàn Quốc" và ryu (류/流) có nghĩa là "dòng chảy" hoặc "làn sóng", và đề cập đến sự lan tỏa của văn hóa Hàn Quốc.
Thuật ngữ này đôi khi được áp dụng khác nhau bên ngoài Hàn Quốc; Ví dụ, ở nước ngoài, phim truyền hình Hallyu đề cập đến phim truyền hình Hàn Quốc nói chung, nhưng ở Hàn Quốc, phim truyền hình Hallyu và phim truyền hình Hàn Quốc được coi là những điều hơi khác nhau. Theo nhà nghiên cứu Jeongmee Kim, thuật ngữ Hallyu chỉ được dùng để chỉ những bộ phim truyền hình đã đạt được thành công ở nước ngoài, hoặc những diễn viên nổi tiếng được quốc tế công nhận.

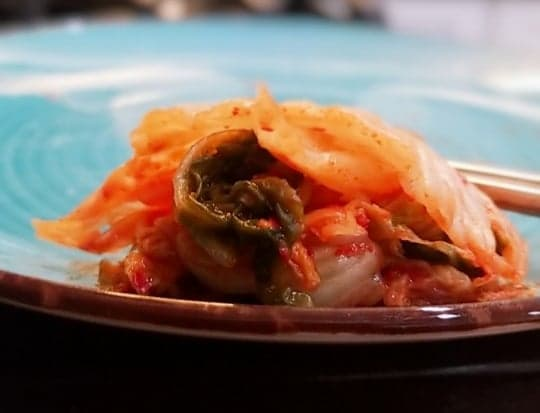
Kim chi bắp cải Hàn Quốc; một món ăn chính của Hàn Quốc.

Làn sóng Hàn Quốc bao trùm nhận thức toàn cầu về các khía cạnh khác nhau của văn hóa Hàn Quốc bao gồm phim điện ảnh và phim truyền hình (đặc biệt là "phim truyền hình"), K-pop, manhwa, tiếng Hàn và ẩm thực Hàn Quốc. Nhà khoa học chính trị người Mỹ Joseph Nye định nghĩa làn sóng Hàn Quốc là "sự phổ biến ngày càng tăng của tất cả mọi thứ đến từ Hàn Quốc, từ thời trang, phim ảnh đến âm nhạc và ẩm thực."
Với việc BTS phá kỷ lục Guinness thế giới khi đạt hàng tỷ lượt xem trên YouTube và nhiều kỷ lục trên bảng xếp hạng âm nhạc cho đến Hybe Corporation (trước đây là Big Hit Entertainment) mua lại Ithaca Holdings của Scooter Braun vào năm 2021. Làn sóng Hàn Quốc hiện đang trở thành một cái tên quyền lực trong ngành công nghiệp giải trí toàn cầu và quyền lực mềm trên quốc tế. Đó là một trong số ít hiện tượng thành công từ châu Á có thể thâm nhập vào nền giải trí chính thống của Hoa Kỳ mà cho đến nay hầu như chỉ được thống trị bởi các thương hiệu nội địa, Anh và châu Âu. Theo một chuyên gia người Mỹ gốc Iran Afshin Molavi về rủi ro địa chính trị toàn cầu và địa kinh tế, nền văn hóa đại chúng toàn cầu từng bị phương Tây thống trị nay đã được toàn cầu hóa nhiều hơn.

## Lịch sử

### 2000–2009: Làn sóng Hàn Quốc ở châu Á
Trong khoảng thời gian này, một số bộ phim truyền hình Hàn Quốc đã được phát sóng ở Trung Quốc. Vào ngày 19 tháng 11 năm 1999, một trong những tờ nhật báo do nhà nước quản lý của Trung Quốc, Beijing Youth Daily, đã đăng một bài báo thừa nhận "sự cuồng nhiệt của khán giả Trung Quốc đối với các bộ phim truyền hình và ca khúc nhạc pop Hàn Quốc". Vào tháng 2 năm 2000, nhóm nhạc nam H.O.T của S.M. Entertainment trở thành nghệ sĩ K-pop đầu tiên biểu diễn ở nước ngoài, với một buổi biểu diễn cháy vé tại Bắc Kinh. Khi khối lượng nhập khẩu văn hóa Hàn Quốc tăng nhanh, Tổng cục Quảng bá Phát thanh Truyền hình Quốc gia Trung Quốc đã phản ứng bằng quyết định hạn chế và hạn chế số lượng phim truyền hình Hàn Quốc được chiếu cho khán giả Trung Quốc.
Cô nàng ngổ ngáo (2001) là một bước đột phá quốc tế lớn của phim Hàn Quốc. Nó đã trở thành một cú hit phòng vé khắp Đông Á và bản phát hành DVD của nó cũng thu hút một lượng lớn người theo dõi trên khắp Đông Nam Á và một số khu vực Nam Á. Nó cũng tạo ra một số bản làm lại trên quốc tế, bao gồm bản làm lại của Hollywood và một số bản làm lại của phim châu Á, cũng như các bản chuyển thể truyền hình và phần tiếp theo.
Tuy nhiên, một số quốc gia khác ở châu Á cũng đang có sự gia tăng về mức độ phổ biến của các bộ phim truyền hình Hàn Quốc và các bài hát nhạc pop. Vào năm 2000, tại bang Manipur của Ấn Độ, nơi phim Bollywood bị cấm bởi những người ly khai, người tiêu dùng dần chuyển sự chú ý sang nền giải trí Hàn Quốc. Theo Agence France-Presse, Các cụm từ tiếng Hàn thường được nghe thấy ở sân trường và chợ đường phố ở Manipur. Nhiều bộ phim truyền hình và điện ảnh Hàn Quốc đã được nhập lậu vào Manipur từ nước láng giềng Burma, dưới dạng đĩa CD và DVD. Sự phổ biến các sản phẩm của Hàn Quốc sau đó đã lan rộng ra các vùng khác của Đông Bắc Ấn Độ, bao gồm Assam, Meghalaya, Sikkim, Arunachal Pradesh, Tripura, Mizoram và Nagaland.
Năm 2002, sau khi đảo ngược lệnh cấm vận kéo dài hàng thập kỷ đối với truyền thông giữa hai nước, album Listen to My Heart của BoA đã trở thành album đầu tiên của một nghệ sĩ Hàn Quốc bán được 1 triệu bản tại Nhật Bản. Sau thành công này, các nghệ sĩ K-pop khác cũng mạo hiểm tham gia vào ngành công nghiệp âm nhạc Nhật Bản.
Vào ngày 8 tháng 6 năm 2001, album thứ tư Hey, Come On! của Shinhwa đã được phát hành thành công trên toàn châu Á. Nhóm trở nên đặc biệt nổi tiếng ở Trung Quốc và Đài Loan.
Năm 2002, Bản tình ca mùa đông (do kênh KBS2 của Hàn Quốc sản xuất) trở thành bộ phim truyền hình đầu tiên sánh ngang với thành công của bộ phim chuyển thể từ manga của Đài Loan là Vườn sao băng năm 2001. Bản tình ca mùa đông thu hút một lượng lớn người theo dõi ở châu Á và doanh thu bán hàng, bao gồm cả bộ DVD và tiểu thuyết, đã vượt qua 3,5 triệu USD ở Nhật Bản.  Bộ phim này đánh dấu sự xâm nhập ban đầu của Làn sóng Hàn Quốc tại Nhật Bản. Năm 2004, cựu Thủ tướng Nhật Bản Junichiro Koizumi lưu ý rằng nhân vật nam chính của bộ phim "nổi tiếng hơn cả tôi ở Nhật Bản". Các bộ phim truyền hình Hàn Quốc khác được phát hành trong những năm sau đó như Nàng Dae Jang Geum (2003) và Ngôi nhà hạnh phúc (2004) cũng có mức độ thành công tương đương.
Kể từ năm 2002, xu hướng chương trình truyền hình ở châu Á bắt đầu có những thay đổi khi các bộ phim của cả Hàn Quốc và Đài Loan bắt đầu lấp đầy các khung giờ vàng trước đây vốn dành cho phim Hollywood.
Bước đột phá đối với K-pop đến với sự ra mắt của TVXQ (2003), SS501 (2005), Super Junior (2005), thành công ban đầu của Big Bang (2007–nay) và các nghệ sĩ khác được phóng viên BBC ca ngợi là "những cái tên quen thuộc ở phần lớn châu Á Năm 2003, nhóm nhạc nữ Hàn Quốc Baby V.O.X. đã phát hành một đĩa đơn tiếng Trung mang tên "I'm Still Loving You" và đứng đầu nhiều bảng xếp hạng âm nhạc khác nhau ở Trung Quốc, tạo nên một lượng fan khổng lồ ở đó. Cả "I'm Still Loving You" và đĩa đơn tiếng Hàn tiếp theo "What Should I Do" của họ cũng ra mắt trên bảng xếp hạng tại Thái Lan.

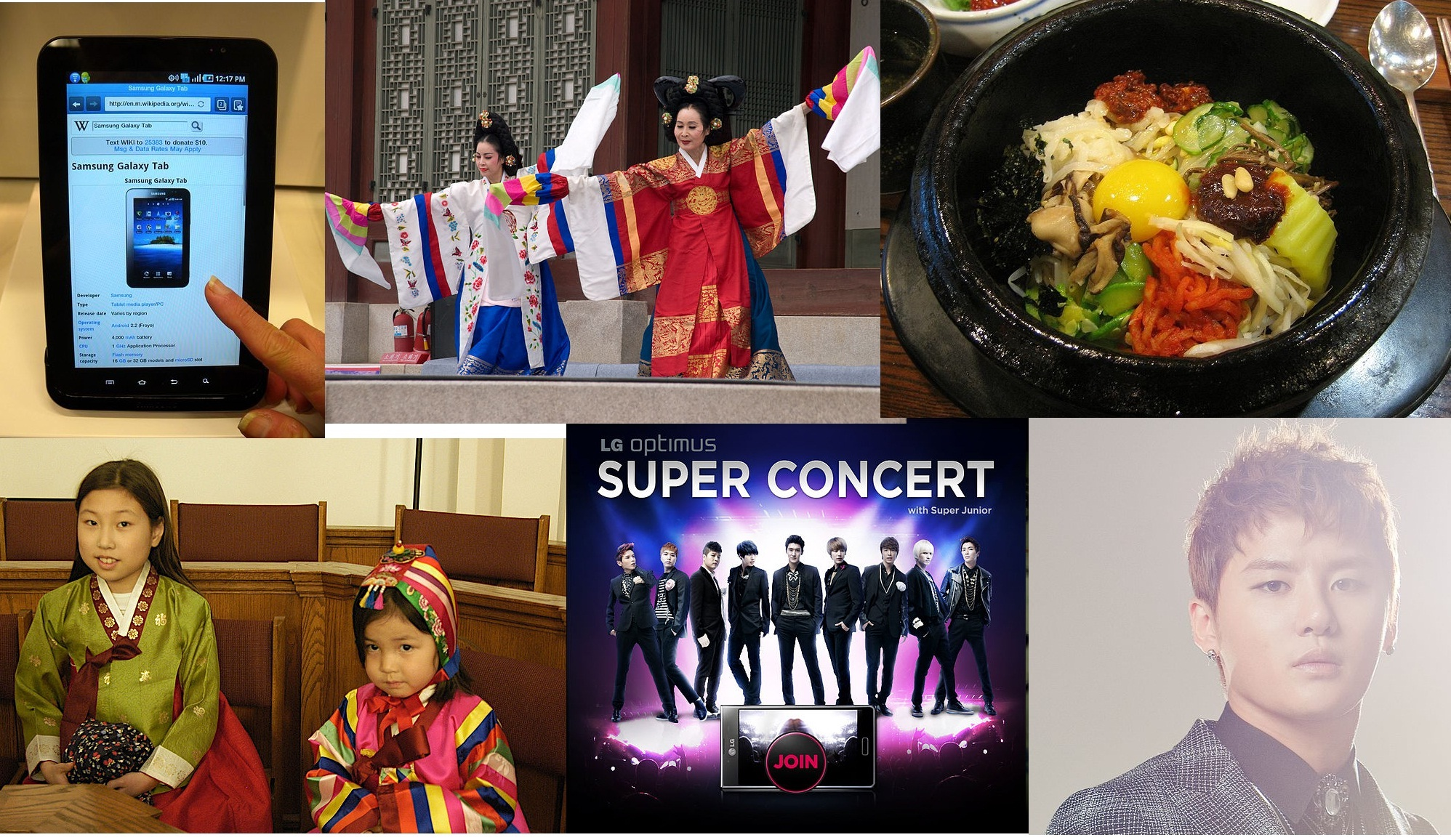
Các khía cạnh của văn hóa Hàn Quốc truyền thống và đương đại, theo chiều kim đồng hồ từ trên cùng bên trái: Samsung Galaxy Tab; phụ nữ biểu diễn điệu múa truyền thống Taepyeongmu; Bibimbap, một món cơm Hàn Quốc; thần tượng K-pop Junsu; nhóm nhạc nam K-pop Super Junior; trẻ em trong trang phục truyền thống Hanbok.

Trong khi đó, sự phổ biến của truyền hình Hàn Quốc tiếp tục lan rộng khắp châu lục. Các báo cáo về những phụ nữ châu Á du lịch đến Hàn Quốc để tìm kiếm tình yêu lấy cảm hứng từ các bộ phim tình cảm Hàn Quốc bắt đầu xuất hiện trên các phương tiện truyền thông, bao gồm cả tờ Washington Post.
Ở Nepal, Bhutan và Sri Lanka, phim truyền hình Hàn Quốc bắt đầu tăng thời lượng phát sóng trên các kênh truyền hình ở những quốc gia này với Bản tình ca mùa đông và Ngôi nhà hạnh phúc được cho là đã khơi dậy sự quan tâm đến văn hóa đại chúng Hàn Quốc ở những quốc gia này. Thời trang và kiểu tóc Hàn Quốc đã trở thành mốt trong giới trẻ ở Nepal và dẫn đến sự bùng nổ các khóa học tiếng Hàn ở đất nước này và kéo dài cho đến ngày nay. Ẩm thực Hàn Quốc đã trải qua một đợt phổ biến rộng rãi ở Nepal với nhiều quán ăn Hàn Quốc mở cửa ở nước này trong suốt từ đầu đến giữa những năm 2000. Tương tự, ẩm thực Hàn Quốc cũng trở nên phổ biến ở Sri Lanka và Bhutan với các nhà hàng Hàn Quốc mở ra để đáp ứng nhu cầu ở các nước này.
Vào cuối những năm 2000, nhiều nghệ sĩ Đài Loan đã bị thay thế bởi các đối thủ K-pop của họ và mặc dù một số ít nhóm như F4 và Phi Luân Hải vẫn tiếp tục duy trì một lượng người hâm mộ tuy nhỏ nhưng trung thành ở châu Á.

### 2010–nay: Làn sóng Hàn Quốc trên toàn cầu

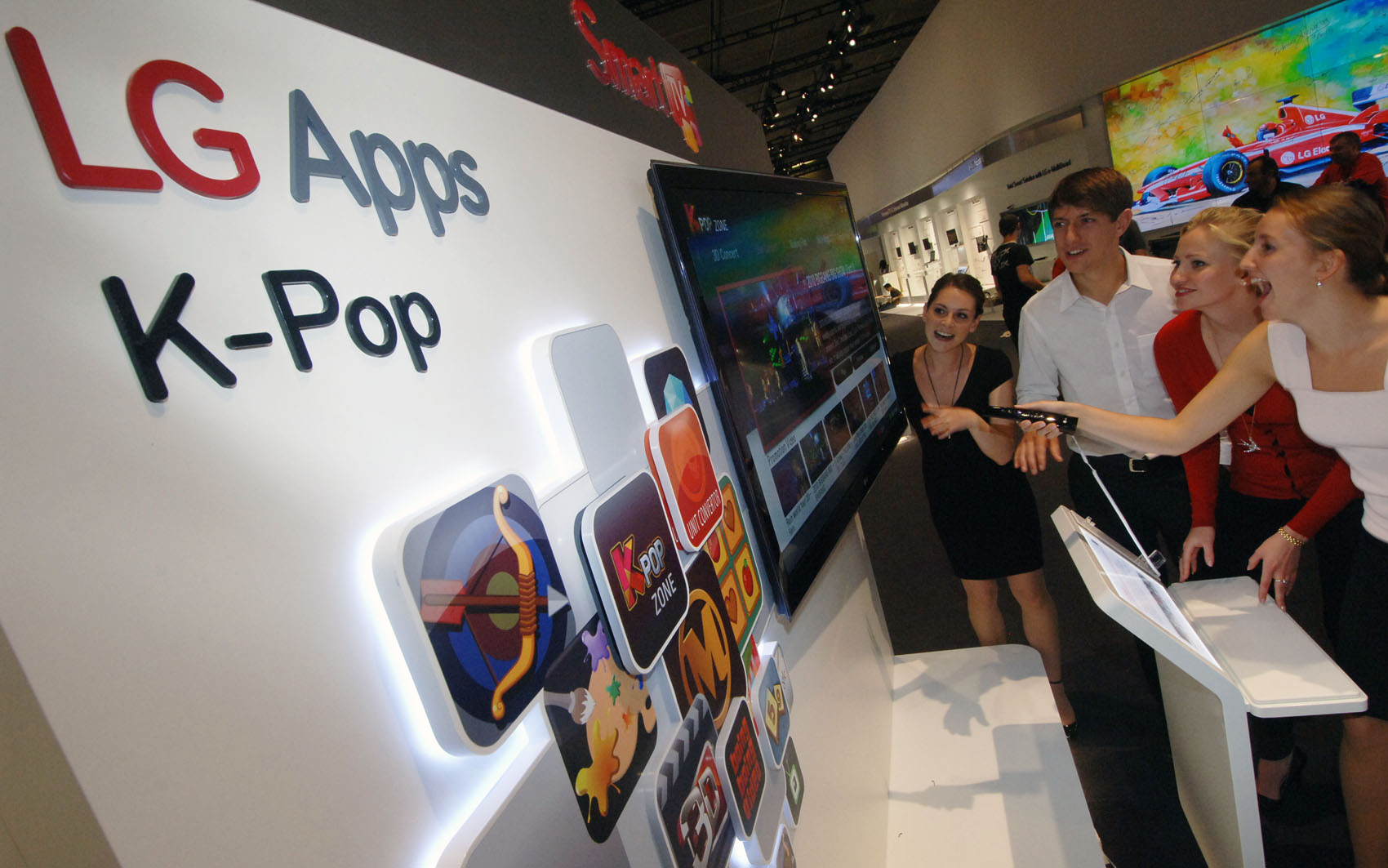
Các bài hát K-pop được tập đoàn LG của Hàn Quốc phát tại triển lãm thương mại IFA ở Đức vào năm 2011.

Tại Hoa Kỳ, văn hóa Hàn Quốc đã lan rộng ra bên ngoài từ các cộng đồng người Mỹ gốc Hàn, đặc biệt là những người ở Los Angeles và thành phố New York. Nhìn chung, sự tiếp nhận văn hóa Hàn Quốc ở Hoa Kỳ khá ấm áp so với ở châu Á; Mnet Media nói rằng nỗ lực của các nhân viên của họ để giới thiệu hơn 300 video âm nhạc K-pop cho các nhà sản xuất và hãng thu âm Hoa Kỳ đã không thành công, vì có "mối quan hệ nên họ sẽ lịch sự, nhưng đó không phải là một cuộc trò chuyện nghiêm túc". Các nghệ sĩ như BoA và Se7en đã cố gắng ra mắt tại Hoa Kỳ không đạt được thành công, được một phóng viên CNN gọi là "thất bại hoàn toàn"

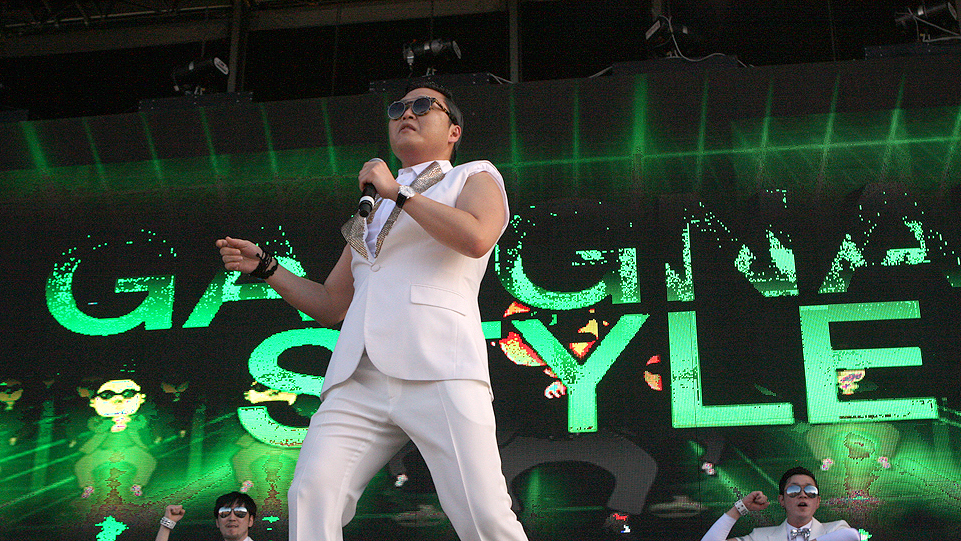
Psy biểu diễn "Gangnam Style" tại Sydney, Australia vào năm 2013.

Điều đó nói lên rằng, các sản phẩm văn hóa Hàn Quốc (bộ phim như Truyền thuyết Jumong được khán giả trong thế giới Hồi giáo đặc biệt đón nhận) ngày càng phổ biến, với lượng người hâm mộ toàn cầu chuyên dụng và ngày càng tăng, đặc biệt sau khi video âm nhạc của Psy cho "Gangnam Style" lan truyền vào năm 2012–13 và là video YouTube đầu tiên đạt hơn 1 tỷ lượt xem. YouTube đã là một nền tảng quan trọng trong sự phổ biến ngày càng tăng trên toàn cầu của K-pop, vượt qua sự miễn cưỡng của các DJ radio trong việc phát các bài hát tiếng nước ngoài trong việc tiếp cận khán giả toàn cầu. KCON, ban đầu là một sự kiện kéo dài 1 ngày dành riêng cho người hâm mộ K-pop ở Irvine, California vào năm 2012, hiện đã mở rộng sang 8 quốc gia kéo dài trong nhiều ngày và nhiều địa điểm.

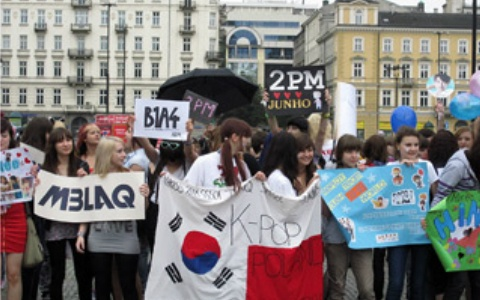
Người hâm mộ K-pop bên ngoài Korean Cultural Centre ở Warsaw giơ cao lá cờ Hàn Quốc-Ba Lan, cũng như các biểu ngữ cho các nhóm nhạc nam Hàn Quốc MBLAQ, B1A4 và 2PM vào năm 2011.

Làn sóng Hàn Quốc đã phát triển thành ngoại giao đối ngoại của Hàn Quốc, được sử dụng như một phương tiện để quảng bá văn hóa Hàn Quốc ra nước ngoài. Cựu Tổng thống Hàn Quốc Park Geun-hye dự định phân bổ ít nhất 2 phần trăm ngân sách quốc gia để phát triển hơn nữa ngành công nghiệp văn hóa của Hàn Quốc và tìm kiếm nhiều trao đổi văn hóa hơn với Hàn Quốc. Ẩm thực và các sản phẩm mỹ phẩm là hai trong số những nét đặc trưng dễ nhận biết nhất của văn hóa Hàn Quốc ở nước ngoài. Trong số các công ty làm đẹp lớn nhất ở khu vực châu Á-Thái Bình Dương có Amorepacific và LG Household & Health Care. Sự bùng nổ văn hóa cũng đã thúc đẩy tăng trưởng du lịch, Hàn Quốc đón hơn 12 triệu du khách vào năm 2013, với 6 triệu khách du lịch riêng từ Trung Quốc.
Các sản phẩm chăm sóc da của Hàn Quốc đã trở nên phổ biến rộng rãi ở châu Á. Amorepacific và LG Household & Health Care đã trở thành hai công ty làm đẹp hàng đầu ở khu vực châu Á-Thái Bình Dương. Trung Quốc đã trở thành thị trường tiêu thụ mỹ phẩm Hàn Quốc lớn nhất và chiếm 25% lượng mỹ phẩm nhập khẩu của Trung Quốc. Tại Sri Lanka, các sản phẩm làm đẹp của châu Âu đã được thay thế phần lớn bằng các sản phẩm chăm sóc da và mỹ phẩm Hàn Quốc vốn đã trở nên phổ biến vì giá rẻ hơn và phù hợp với làn da người châu Á. Tương tự, các sản phẩm của Hàn Quốc đã trở nên phổ biến ở Singapore vì chúng đáp ứng được mối quan tâm của người châu Á và chúng được thiết kế cho người châu Á. Sự phổ biến của K-pop ở Campuchia cũng dẫn đến việc các sản phẩm làm đẹp của Hàn Quốc tràn vào thị trường Campuchia. Các sản phẩm mỹ phẩm và chăm sóc da của Hàn Quốc cũng trở nên phổ biến ở Thái Lan, Malaysia, và Nhật Bản cùng các quốc gia khác. Các vấn đề chính trị gần đây giữa Hàn Quốc và Trung Quốc đã khiến Amorepacific phải tìm kiếm nơi khác và cải tiến các sản phẩm của mình để nhắm mục tiêu cụ thể đến phụ nữ Hồi giáo và da sẫm màu ở Đông Nam Á. Vào năm 2017, Innisfree đã phát hành một loạt các loại cushion có tông màu tối hơn để phù hợp với tông màu da của phụ nữ Đông Nam Á.
K-drama và K-pop đã nâng cao nhận thức về các sản phẩm và thương hiệu làm đẹp của Hàn Quốc, điều này làm tăng nhu cầu của phụ nữ Ấn Độ, dẫn đến việc mở nhiều cửa hàng thương mại điện tử chuyên biệt. Tính đến năm 2020, các nhãn hàng tiêu dùng Hàn Quốc đang có nhu cầu cao ở Ấn Độ, từ thực phẩm đến mỹ phẩm và đồ chơi ngoài đồ điện tử gia dụng. Các dịch vụ phát trực tuyến âm nhạc của Ấn Độ như Gaana và JioSaavn khẳng định nhu cầu ngày càng tăng đối với K-pop. Theo dữ liệu phát trực tuyến của người dùng Spotify, BTS là một trong 5 nghệ sĩ hàng đầu ở Ấn Độ có lượng người hâm mộ K-pop đang tăng lên, chiếm 22% người nghe hàng đầu trên toàn cầu. Trong tất cả các thể loại, K-pop có 25% thị phần cho hạng mục nghệ sĩ mới được phát hiện trong nhóm người nghe từ 18 đến 24 tuổi. Nhu cầu về K-pop dẫn đến việc Spotify quảng cáo nhiều nghệ sĩ K-pop đa dạng trong chiến dịch Fête de la Musique năm 2020 ngoài những người nổi tiếng như BTS.

## Hallyu3.0
Hallyu 3.0 đề cập đến "thế hệ thứ ba" của làn sóng Hàn Quốc, bắt đầu từ giữa thập niên năm 2010. Trong những năm gần đây, tác động và nội dung liên quan đến Hallyu đã phát triển trên một số nền tảng ở nhiều quốc gia hơn so với các thời đại trước đó và với tác động lớn hơn đến văn hóa và xã hội. Sự nổi lên và lan rộng của các nhóm nhạc K-pop như BTS và nội dung mới trên YouTube như video mukbang (먹방; meokbang) đã trở thành đặc trưng của Hallyu 3.0. Sự hợp tác phát triển mạnh mẽ với các nghệ sĩ âm nhạc và sản xuất phương tiện truyền thông quốc tế với các hãng phim nước ngoài như Netflix cũng đã tạo điều kiện cho sự gia tăng mới trong tiêu thụ phương tiện truyền thông toàn cầu của Hàn Quốc. Sự phát triển của phương tiện truyền thông xã hội cũng đã phát triển theo những cách khác với những năm trước. Sự mở rộng lớn của các danh mục khác nhau trên YouTube và các nội dung truyền thông xã hội khác đã làm tăng sự thâm nhập ngày càng nhiều của Hàn Quốc vào các nhóm nhân khẩu học. K-beauty, hay còn gọi là chăm sóc da và trang điểm Hàn Quốc, đã trở thành một phần lớn của thị trường toàn cầu nhờ sự gia tăng của những người có ảnh hưởng đến sắc đẹp trên mạng xã hội và mức độ phổ biến cao hơn của các bộ phim truyền hình Hàn Quốc. Netflix bắt đầu có thêm nhiều trường quay ở Hàn Quốc do nhu cầu ngày càng tăng trên toàn cầu với con số đầu tư đạt 700 triệu USD từ năm 2015 đến năm 2020. Số lượt xem cao hơn chủ yếu đến từ Canada, Pháp, Đức, Hồng Kông, Ấn Độ, Nhật Bản, Malaysia, Philippines, Qatar, Singapore, Đài Loan, Thái Lan, các tiểu vương quốc Ả Rập thống nhất và Hoa Kỳ cho các bản gốc Netflix được sản xuất tại Hàn Quốc.

### K-pop trongHallyu3.0
Nhạc pop Hàn Quốc ngày càng phổ biến ở nhiều quốc gia hơn bao giờ hết. Psy, người biểu diễn "Gangnam Style" có tầm ảnh hưởng, đã thành công rực rỡ trong Hallyu 2.0, nhưng không nhận được nhiều sự chú ý trên toàn cầu như các nhóm nhạc thần tượng như BTS đã có trong những năm gần đây. BTS và các nhóm nhạc khác đã đạt được thành công bền vững trên toàn cầu, với các chuyến lưu diễn thế giới và xuất hiện tại Billboard Music Awards và các sự kiện nước ngoài khác. Sự nổi lên gần đây của K-pop đã mở ra ngày càng nhiều sự hợp tác âm nhạc với các nghệ sĩ nước ngoài, cả người Hàn Quốc và người không phải người Hàn Quốc. Năm 2014, Psy đã phát hành một bài hát với Snoop Dogg. Các nghệ sĩ và nhóm nhạc K-pop khác cũng đã bắt đầu hợp tác nhiều hơn, đặc biệt là với các nghệ sĩ Mỹ Latinh và Tây Ban Nha. Những chiến thuật này đã mang lại nhiều thành công, nhưng sự gia tăng của các hợp tác nước ngoài cho thấy sự hiện diện trên quy mô lớn của văn hóa Hàn Quốc chưa từng thấy trước đây.

## Vấn đề
Có thể nói, hơn 10 năm trở lại đây, Hàn Quốc đã trở thành 1 trong những nước xuất khẩu giải trí văn hóa nổi tiếng nhất Châu Á, sản sinh ra hàng loạt ngôi sao ca nhạc, điện ảnh, truyền hình… khuấy đảo thị trường giải trí châu Á, với lượng fan khổng lồ ở khắp Nhật Bản, Trung Quốc, Ấn Độ, Đông Nam Á,... Mặc dù khác biệt về ngôn ngữ, nhưng nhiều nét phong tục tập quán tương đồng trong xã hội phương Đông, làm giảm rào cản văn hóa giúp cho các bộ phim Hàn Quốc dễ dàng được chấp nhận, thưởng thức và yêu thích tại các quốc gia trong khu vực.
Tuy nhiên cũng có nhiều dấu hiệu cho thấy, làn sóng Hàn Quốc có suy thoái, những siêu sao Hàn Quốc không còn sức hấp dẫn tuyệt đối với người hâm mộ. Tại Trung Quốc, tỷ lệ phần trăm những người hài lòng với những bộ phim truyền hình Hàn Quốc đã giảm từ 72% năm 2004 xuống 63,3% năm 2006. Tại Đài Loan, mức độ giảm sút là từ 62% xuống 57,9%. Sự không thỏa mãn tăng từ 5% đến 5,4% tại Trung Quốc và từ 1% đến 3% tại Đài Loan. Tại Nhật Bản, tỷ lệ những người hài lòng với phim nhựa Hàn giảm từ 60 xuống 54,6%, tại Trung Quốc giảm từ 75% xuống 59,7%, tại Đài Loan giảm từ 49% xuống 42,1%.
Một khảo sát cho thấy cứ 6 trong 10 người nước ngoài tin rằng xu hướng yêu thích văn hóa Hàn như K-pop, phim điện ảnh, phim truyền hình và những vở nhạc kịch opera sẽ giảm trong vài năm tới. 20,5% số người được hỏi cho hay, họ đã "mệt mỏi vì nội dung được tiêu chuẩn hóa". Phim truyền hình chỉ quanh quẩn các chủ đề như ngoại tình, trả thù, bí mật về thân thế hay danh tính của nhân vật, khiến cho việc gây chú ý với khán giả ngày càng khó khăn hơn. Các khán giả đã bội thực với những màn trình diễn khoe vũ đạo, hình thể sexy trong khi giọng hát quá yếu, dòng nhạc thị trường dễ nghe dễ chán.
Ngày nay, Hallyu cũng có một vấn đề khá là rối rắm. Người ta gọi tắt với câu nói "Con cưng quốc tế, con ghẻ quốc dân".

## Quan hệ đối ngoại
Bên cạnh việc gia tăng sản lượng xuất khẩu, làn sóng Hàn Quốc còn được chính phủ nước này tận dụng như một công cụ thúc đẩy quyền lực mềm nhằm thu hút số đông người trẻ trên toàn thế giới, cũng như làm giảm thiểu tâm lý bài Hàn.
Trong thế kỷ 21, văn hóa là sức mạnh... Cùng với nhân dân Hàn Quốc, chúng ta sẽ cổ vũ một sự phục hưng văn hóa mới hay một nền văn hóa vượt qua mọi rào cản dân tộc và ngôn ngữ, vượt qua mọi ý thức hệ và phong tục tập quán, đóng góp cho sự phát triển hòa bình của nhân loại và được kết nối với nhau bằng khả năng san sẻ niềm hạnh phúc..— Tổng thống Hàn Quốc Park Geun-hye

### Việt Nam
Quỹ giao lưu công nghiệp văn hóa Hàn Quốc công bố kết quả nghiên cứu dựa trên các chỉ số đánh giá mức độ hâm mộ của công chúng đối với Làn sóng Hàn Quốc tại các nước châu Á. Theo đó, Việt Nam xếp thứ 4 về mức độ yêu thích Làn sóng Hàn Quốc. Thời điểm HTV phát sóng bộ phim Anh em nhà bác sĩ (1998) có thể coi là mốc mở đầu cho Hallyu ở Việt Nam. Sức hút ấy đến từ lòng trắc ẩn, sự lý tưởng hóa, sức trẻ, sự chung thủy, sự khác biệt và độc đáo. Hallyu đã thâm nhập vào năng lực thấu cảm văn hóa của giới trẻ để rồi ảnh hưởng đến sở thích và nhu cầu của họ trong cuộc sống bởi sự phức hợp của ba yếu tố: tiêu dùng - giải trí - truyền thông. Ngoài ra, ở Đông Á, ngoài Trung Quốc, Việt Nam và Hàn Quốc chịu ảnh hưởng của Nho giáo trầm trọng nhất. Cách suy nghĩ và nếp sinh hoạt của hai dân tộc khá gần nhau. Văn hóa trong phim Hàn Quốc rất gần gũi với văn hóa Việt Nam; đó là tôn ti trật tự, truyền thống vâng lệnh bề trên,...
Tuy nhiên khi tiếp nhận trào lưu Hàn Quốc trong lĩnh vực giải trí (ca nhạc, phim ảnh...) có nhiều ý kiến khác nhau về đồng tình, ủng hộ cũng như không đồng tình, ủng hộ trào lưu này.

#### Ủng hộ
Một số ý kiến đồng tình thường từ giới trẻ cho rằng trào lưu Hàn Quốc mà biểu hiện là K-pop chính là một sân chơi lành mạnh cho thanh thiếu niên độ tuổi trẻ, họ chỉ tìm những thông tin chính thống về thần tượng của mình, giảm bớt sự tò mò về những thứ không phù hợp lứa tuổi, chia sẻ với nhau những bài hát hay, những điệu nhảy đẹp, khuyến khích nhau luyện tập, khuyến khích nhau tự tin, tóm lại là hoàn toàn lành mạnh.
Cũng theo những đối tượng này thì vì họ còn trẻ nên dĩ nhiên thích những gì sôi động và bắt mắt, và đến khi thực sự trưởng thành, họ sẽ tự biết cư xử như thế nào cho phù hợp mà không cần phải có sự áp đặt của các bậc bố mẹ vì họ quá khác về cách suy nghĩ, lối sống.
Một số bậc cha mẹ vì quá thương và chiều con cái của mình nên cũng chiều theo sở thích của con cái, tiếp tay cho con cái ủng hộ trao lưu này như cố gắng đáp ứng yêu cầu của con cái mình, đi tìm hiểu thông tin khắp nơi để tìm được tấm vé xem ca nhạc cho con, nhưng họ cũng không khỏi thực sự lo lắng vì sự ngưỡng mộ điên cuồng đến lệch lạc về các thần tượng là các ngôi sao, ban nhạc Hàn Quốc.

#### Không đồng tình
Bên cạnh xu hướng hâm mộ Làn sóng Hàn Quốc thì vẫn có những ý kiến bày tỏ sự lo lắng thậm chí là đề xuất cấm đoán đối với hiện tường này vì sự lan tỏa và ảnh hưởng của làn sóng này ở Việt Nam đang khiến cho thị trường giải trí Việt trở nên yếu thế, và có nguy cơ người Việt trẻ bỏ qua thuần phong mỹ tục và quan điểm thế nào là thuần phong mỹ tục có lẽ nên thay đổi.
Theo VNExpress, một số phụ huynh khác kêu gọi cần ngăn chặn vì những tác động của Làn sóng Hàn Quốc đối với giới trẻ Việt xuất hiện một số tiêu cực như một bộ phận lớn học sinh từ lớp 6 đến lớp 12 chăm chỉ online cập nhật tin tức ban nhạc Hàn, lập hội anti fan... học thuộc tiểu sử ca sĩ, diễn viên Hàn còn hơn nhớ bài học ở trường, tiêu tốn hàng mấy trăm ngàn hoặc hơn cho những đĩa nhạc, ly tách, poster có hình thần tượng, hay thậm chí hàng triệu đồng để đi xem show ca nhạc. Thời gian, tâm sức họ dành trọn cho video clip, phim ảnh, họp fan club, bàn luận, tranh cãi thần tượng, làm biến một thứ giải trí bình thường thành mối bận tâm, si mê, cuồng tín. Thời gian, hiệu quả học tập giảm sút do không đầu tư, kết quả học tập kém, nguy cơ bỏ học... Một số ý kiến cho rằng những phụ huynh nên chấn chỉnh con em mình nhằm hạn chế làn sóng Kpop phát triển tại Việt Nam.

#### Ý kiến của chuyên gia
Theo nhà văn Nhật Chiêu thì bản chất của Làn sóng Văn hóa Hàn Quốc chỉ là thứ văn hóa bình dân, vì thực tế, những tác phẩm văn học đỉnh cao Hàn Quốc chưa phổ cập đến Việt Nam. Những người mê Hàn lưu ở Việt Nam đa phần không biết gì về tinh hoa văn hóa Hàn Quốc. Người ta biết tên những ngôi sao ca nhạc, diễn viên truyền hình, say mê nghe nhạc Kpop, nhuộm tóc theo mốt Hàn, dùng mỹ phẩm Hàn... cho nên cái gọi là Hàn lưu thực chất không phải là tinh hoa văn hóa. Các ngôi sao K-pop không tiêu biểu cho văn hóa Hàn. Họ giống hệt các thần tượng ca nhạc phương Tây về phong cách, trang phục, vũ đạo,...nhưng vì Hàn Quốc là quốc gia mới nổi gần đây, chưa đủ thời gian để có thể xuất khẩu tinh hoa có hiệu quả và việc quảng bá tinh hoa khó hơn quảng bá những loại hình đại chúng.

#### Nhạc Hàn lời Việt
Thập niên 2000
Làn sóng Hàn Quốc lan tỏa ra khắp châu Á từ đầu thế kỷ 21, bắt đầu với những bộ phim truyền hình tâm lý tình cảm dành cho các bà nội trợ trung niên, đã ảnh hưởng mạnh mẽ đến nền giải trí Việt Nam. Nhiều ca sĩ V-pop lúc bấy giờ đã hát lại hoặc phối lại nhạc Hàn bằng tiếng Việt, trong đó có cả những ca khúc nhạc phim đình đám:
| STT | Tên bài hát gốc (romaja)                                                      | Tên tiếng Anh               | Nghệ sĩ thể hiện                           | Năm phát hành | Tên bài hát phiên bản Việt Nam |
| --- | ----------------------------------------------------------------------------- | --------------------------- | ------------------------------------------ | ------------- | --- |
| 1   | Forever - Nhạc phim Mối tình đầu                                              |                             | Stratovarius                               | 1996          | Nhạc Phần Lan |
| 2   | 너 (Nuh)                                                                      | You                         | Lee Jung Hyun                              | 2000          | Khúc Xuân Tình - Bảo Hân |
| 3   | Run To You                                                                    |                             | DJ Doc                                     | 2000          | Khóc Cho Yêu Thương - Thanh Thảo |
| 4   | 사랑해 (Saranghae)                                                            | I Love You                  | Jewelry                                    | 2001          | Em Thích Anh - H.A.T |
| 5   | A Better Day - Hát lại từ nhạc Na Uy                                          |                             | jtL                                        | 2001          | - Ngày Tươi Sáng (A Better Day) (2003) - Ngô Thanh Vân ft. Okio - Con Tim Tình Yêu - Thanh Thảo ft. Tiến Đạt - Mãi Mãi Bên Em - Phong Đạt ft. nhóm OXY |
| 6   | No.1                                                                          |                             | BoA                                        | 2002          | Tình yêu mãi xanh - Nhóm Mây Trắng |
| 7   | 처음부터 지금까지 (Cheoeumbuteo Jigeumkkaji) - Nhạc phim Bản tình ca mùa đông | From the Beginning Till Now | Park Yong-ha                               | 2002          | Bản Tình Ca Mùa Đông - Tuấn Hưng |
| 8   | 달아달아 (Dara Dara)                                                          | Run Away                    | Lee Jung Hyun                              | 2002          | Bí Ẩn Vầng Trăng - Ngô Thanh Vân |
| 9   | 나 같은건 없는 건가요 (Na Gateungeon Eopsneun Geongayo)                       | Don't Go Away               | Chu Ga-yeoul                               | 2002          | - Chỉ Là Giấc Mơ Qua - Lưu Bích - Khúc Vĩ Cầm Xưa - Don Hồ                                                                                             |
| 10  | The Best                                                                      |                             | Kim Yoo-jin (Eugene)                       | 2003          | Bến Bờ Xanh (2004) - Nhóm The Bells |
| 11  | 10 Minutes                                                                    |                             | Lee Hyori                                  | 2003          | 10 Minutes (2006) - Bảo Thy |
| 12  | Y (Please Tell Me Why)                                                        |                             | Free Style                                 | 2004          | Please Tell Me Why (2006) - Bảo Thy ft. Vương Khang |
| 13  | 보고 싶다 (Bogo Shipda) - Nhạc phim Nấc thang lên thiên đường                 | I Miss You                  | Kim Bum Soo                                | 2004          | Nấc Thang Lên Thiên Đường - Bằng Kiều |
| 14  | 끝사랑 (Kkeut Sarang)                                                         | Last Love                   | Kim Bum Soo                                | 2005          | Tình Cuối - Khánh Du |
| 15  | Never Say Goodbye - Nhạc phim Cô em họ bất đắc dĩ                             |                             | Park So-bin, Mario, Song Bo-ram, Go Eun-ju | 2005          | Never Say Goodbye (2008) - Thanh Thảo ft. Lil' Knight                                                                                                  |
| 16  | 다소 (Daso)                                                                   |                             | MayBee                                     | 2006          | Em Vẫn Tin - Hồ Lệ Thu |

Từ 2008-nay
Từ quãng năm 2008 với những bản hit K-pop như "Nobody" (Wonder Girls), "Haru Haru" (Big Bang) hay "Mirotic" (TVXQ), và đặc biệt là từ khi bộ phim truyền hình thần tượng "Boys Over Flowers" lên sóng vào năm 2009 đã tạo nên cơn sốt hâm mộ cuồng nhiệt trên toàn châu Á, giúp cho Làn sóng Hàn Quốc hồi sinh theo hướng trẻ trung hóa, năng động hóa. Cũng từ năm 2009 là sự bùng nổ của dòng nhạc K-pop và sự ra đời của hàng loạt nhóm nhạc thần tượng Hàn Quốc mới. Nhiều ca khúc đình đám đã được hát lại hay phối lại bằng tiếng Việt như:
| STT | Tên bài hát gốc (romaja)                                              | Tên tiếng Anh          | Nghệ sĩ thể hiện        | Năm phát hành | Tên bài hát phiên bản Việt Nam                                                                           |
| --- | --------------------------------------------------------------------- | ---------------------- | ----------------------- | ------------- | --- |
| 1   | Missing You                                                           |                        | F.T. Island             | 2009          | Anh Nhớ Em - Thái Triệu Luân                                                                             |
| 2   | Sorry, Sorry                                                          |                        | Super Junior            | 2009          | Cơ Hội Yêu - Kio Band                                                                                    |
| 3   | 내 머리가 나빠서 (Nae Meoliga Nappaseo) - Nhạc phim Boys Over Flowers | Because I'm Stupid     | SS501                   | 2009          | - Vì tôi là chàng ngốc - Minh Quân - Chàng Khờ Đáng Yêu - Khánh Phương - Mất Em (2009) - Noo Phước Thịnh |
| 4   | Stand By Me - Nhạc phim Boys Over Flowers                             |                        | Shinee                  | 2009          | Gần Bên Anh - Noo Phước Thịnh                                                                            |
| 5   | Nobody                                                                |                        | Wonder Girls            | 2009          | - Nobody - Nhóm Mây Trắng - Không Yêu Lần Nữa - Vĩnh Thuyên Kim - Rắc Rối Tình Yêu - Vũ Hà               |
| 6   | So Hot                                                                |                        | Wonder Girls            | 2009          | Khóc Khi Người Đi - Nhóm Mây Trắng                                                                       |
| 7   | Aha                                                                   |                        | Kara                    | 2010          | Hey Boy - Khởi My                                                                                        |
| 8   | 바래 (Ba Rae)                                                         | I Hope                 | FT Island               | 2010          | Nguyện Ước - Khánh Phương                                                                                |
| 9   | Fiction                                                               |                        | Beast                   | 2011          | - Thả Gió - Lil'S - Thả Gió - Như Hexi                                                                   |
| 10  | 환청 (Hwan cheong) - Nhạc phim Kill Me, Heal Me                       | Auditory Hallucination | Jang Jae-in ft. Na Show | 2011          | Trách Ai Bây Giờ? - Đông Nhi                                                                             |
| 11  | Western Sky                                                           |                        | Lee Seung Chul          | 2012          | Khoảng Trời Không Có Em - Tăng Phúc                                                                      |
| 12  | 라라라 (La La La)                                                     | La La La               | Suki (숙희)             | 2012          | Ngày Hạnh Phúc - Bằng Cường                                                                              |
| 13  | 죽을만큼 아파서 (Jukeulmangeum Appaseo)                               | Sick Enough To Die     | MC Mong ft. Mellow      | 2012          | - Điều Buồn Tênh - Quang Vinh - Vệt Nắng - Lân Nhã - Buồn Không Thể Buông - Phí Phương Anh, RIN9, MiiNa  |
| 14  | 배드 걸스 (Baedu Geolseu)                                             | Bad Girls              | Lee Hyori               | 2013          | Leave Me Alone - Bảo Anh ft. Đông Nhi                                                                    |
| 15  | Give Love                                                             |                        | AKMU                    | 2014          | Màu Mắt Em - Jack                                                                                        |
| 16  | Cheer Up                                                              |                        | Hong Jin-young          | 2014          | Lời Nói Từ Ánh Mắt - Gia Bin                                                                             |

### Thụy Điển
Nhờ có Internet, âm nhạc và phim ảnh Hàn Quốc đang thu hút một lượng fan đáng kể ở Thụy Điển và có tiềm năng lớn tạo ra Làn sóng Hàn Quốc. Theo một số báo cáo của đại sứ quán Hàn Quốc ở Thụy Điển, làn sóng Hàn Quốc đang ngày càng phổ biến trong giới học sinh, sinh viên Thụy Điển - những người rất quan tâm đến văn hóa Pop của Hàn Quốc. Các fan Thụy Điển xem phim truyền hình Hàn Quốc với phụ đề tiếng Anh và nghe nhạc Hàn thông qua các trang web online như YouTube.

### Nhật Bản
Tại Nhật Bản từng có những cuộc biểu tình chống lại Làn sóng Hàn Quốc. Cứ vào mỗi chủ nhật, khoảng 10.000 người lại tập trung tại công viên Odaiba, người cầm quốc kỳ, người vẽ biểu tượng trên mặt và phản đối Lãnh đạo đài truyền hình Fuji TV của Nhật Bản đã chiếu nhiều bộ phim, chương trình ca nhạc từ Hàn Quốc với các khẩu hiệu như: "Fuji TV hãy chấm dứt lan truyền làn sóng Hàn Quốc, chúng tôi không muốn xem phim Hàn Quốc nữa..."